# توماس كيتينغ
توماس كيتينغ (بالإنجليزية: Thomas Keating)‏ هو كاتب أمريكي، ولد في 7 مارس 1923 في نيويورك في الولايات المتحدة، وتوفي في 25 أكتوبر 2018 في سبنسر في الولايات المتحدة بسبب فشل تنفسي.